# Seznam kolumbijskih nogometašev
Seznam kolumbijskih nogometašev.

## A
- Abel Aguilar
- Leonel Álvarez
- Juan Pablo Ángel
- Santiago Arias
- Víctor Hugo Aristizábal
- Pablo Armero
- Faustino Asprilla
- Antony »El Pitufo« de Ávila

## B
- Carlos Bacca
- Éder Álvarez Balanta

## C
- Miguel Calero
- Carlos Carbonero
- Iván Córdoba
- Jhon Córdoba
- Juan Guillermo Cuadrado

## E
- Andrés Escobar

## F
- Radamel Falcao

## G
- Delio »Maravilla« Gamboa
- Freddy Guarín
- Teófilo Gutiérrez

## H
- René Higuita

## I
- Víctor Ibarbo

## J
- John Culma Jairo

## L
- Jefferson Lerma
- Harold Lozano

## M
- Jackson Martínez
- Stefan Medina
- Alexander Mejía
- Faryd Mondragón
- Dayro Moreno
- Tressor Moreno
- Aquivaldo Mosquera
- Luis Muriel

## O
- David Ospina

## P
- Óscar Pareja
- Luis Amaranto Perea
- Léider »Calimenio« Preciado

## Q
- Carlos Darwin Quintero
- Juan Fernando Quintero

## R
- Aldo Leão Ramírez
- Adrián Ramos
- Luis Gabriel Rey
- Freddy Rincón
- Hugo Rodallega
- James Rodríguez

## S
- Carlos Sánchez
- Efraín »Caimán« Sánchez
- Elkin Soto

## T
- Macnelly Torres

## V
- Carlos »El Pibe« Valderrama
- Carlos Valdés
- Adolfo »Tren« Valencia
- Edwin Valencia
- Ivan René Valenciano
- Camilo Vargas

## Y
- Mario Yepes

## Z
- Cristián Zapata
- Duván Zapata
- Robinson Zapata
- Juan Camilo Zúñiga